# تشارلز ميلفيل هايز
تشارلز ميلفيل هايز (بالإنجليزية: Charles Melville Hays)‏ هو رائد أعمال أمريكي وكندي، ولد في 16 مايو 1856 في روك أيلاند في الولايات المتحدة، وتوفي في 15 أبريل 1912 في المحيط الأطلسي الشمالي.